# Sonoma corticina
Sonoma corticina är en skalbaggsart som beskrevs av Thomas Casey 1887. Sonoma corticina ingår i släktet Sonoma och familjen kortvingar. Inga underarter finns listade i Catalogue of Life.